# De låsede døre
De låsede døre (engelsk: The Mysterious Affair at Styles) er en krimi skrevet af Agatha Christie i 1916. Den udkom først i 1920. Den introducerer den klassiske krimi.
Det er Christies første roman, og tre af hendes vigtigste figurer præsenteres her; Hercule Poirot som detektiv, Arthur Hastings som fortæller samt James Japp.  Plottet foregår på et stort, dystert landsted. Der er et halvt dusin mistænkte, som alle har noget at skjule. Bogen omfatter bl.a. en skitse af værelserne i huset, som er scenen for mordet og en gengivelse af et brudstykke af et testamente. Der er mange ægte og falske spor, men et kendskab til britisk lov er måske den afgørende detalje, der kan få læseren til at gætte løsningen.
Bogen foregår under 1. verdenskrig, og Poirot var flygtning fra Belgien til England, hvor han efter krigen etablerede sig som privatdetektiv.  I denne første roman møder han en bekendt fra før krigen, Arthur Hastings, som fortæller historien. Plottet er blevet betegnet som bemærkelsesværdigt for en debutant, selv om Christies originalitet som forfatter endnu ikke havde nået sit højdepunkt. 

## Personerne iDe låsede døre
- Løjtnant Arthur Hastings, fortælleren, som er på sygeorlov fra Vestfronten i første verdenskrig
- Hercule Poirot, en berømt belgisk detektiv, flygtning i England; Hastings' ven fra "gamle dage"
- James Japp fra Scotland Yard
- Emily Inglethorp, ejer af Styles, en velhavende ældre kvinde
- Alfred Inglethorp, hendes ca. 20 år yngre ægtefælle
- John Cavendish, hendes ældste stedsøn, som driver Styles
- Mary Cavendish, Johns hustru
- Lawrence Cavendish, Johns lillebror
- Evelyn Howard, Mrs. Inglethorps selskabsdame
- Cynthia Murdoch, en smuk adoptivdatter af en af familiens venner
- Dr. Bauerstein, en mystisk giftekspert
- Dorcas, tjenestepige på Styles

## Udgivelsen
Flere forlag havde afvist manuskriptet, inden The Bodley Head tilbød at udgive det med 25£ som honorar for rettighederne.

## Bearbejdning
De låsede døre indgår som en af episoderne i tv-serien Agatha Christie's Poirot med David Suchet som detektiven Poirot. Episoden havde premiere i 1990 . Den har flere gange været vist på DR1, bl.a. i genudsendelser d. 22. september 2012 og 31. maj 2021, i det seneste tilfælde med titlen De låste døre.

## Danske Udgaver
- Carit Andersen (De trestjernede kriminalromaner, bind 14); 1954.
- Carit Andersen (De trestjernede kriminalromaner, bind 36); 1967.
- Carit Andersen (De trestjernede kriminalromaner, bind 36); 1970.
- Forum (De trestjernede kriminalromaner, bind 36); 1973. ISBN 87-553-0225-4
- Wøldike 1985. ISBN 87-7233-506-8